# Stazione di Santarém
La stazione di Santarém (in portoghese Estação de Santarém) è la stazione ferroviaria di Santarém, sulla ferrovia del Nord, in Portogallo.